# GAZ Gazela
GAZ Gazela (ros. ГАЗ Газель) – marka samochodów dostawczych i busów produkowanych przez fabrykę GAZ w Niżnym Nowogrodzie od 20 lipca 1994 do 25 lutego 2010.
W Polsce firma Andoria wyposażała je w silniki wysokoprężne swojej produkcji.

## Historia
Historia modelu zaczęła się od zapotrzebowania na nową generację samochodu do zastąpienia modelu Sherpa 200/400 Series produkowanego przez brytyjską firmę Freight Rover (obecnie LDV). Zaprojektowanie wyglądu zlecono firmie Bertone. Powstały tam dwa prototypy FR201 i FR202. Szefostwo firmy nie było zadowolone z wyglądu prototypów, uważało, że stylistyka jest niespójna i powierzyło wprowadzenie zmian firmie  MGA, wcześniej odpowiedzialnej za wprowadzenie zmian wyglądu (lifting) Sherpa K2. 1988 powstał prototyp zaprezentowany kierownictwu firmy. Z powodów finansowych firma skoncentrowała się na modyfikacjach Sherpa 200/400 Series (Leyland DAF 200 Series). Projekt jednego z prototypów został przejęty przez Renault, drugiego przez GAZ.